# Аквариум (група)
Вижте пояснителната страница за други значения на Аквариум.
„Аквариум“ от Санкт Петербург е сред най-старите рок групи в Русия.
За 40-годишното си съществуване има издадени 29 студийни албума, както и много компилации и концертни албуми. Основател на групата е Борис Гребенщиков, който е и единственият постоянен участник. През годините в групата са свирили около 100 музиканта.

## История
Групата е основана през 1972 г. от Борис Гребеншиков и Анатолий Гуницкий. През 70-те години записват няколко магнетофонни албума, които не са част от официалната дискография. През 1980 г. участват на рок фестивала в Тбилиси, но са обвинени в пропаганда на хомосексуализъм поради сценичното си поведение. След това провинение Гребенщиков е изключен от комсомола. На следващата година е издаден смятаният за първи албум на групата „Синий альбом“, записан в студиото на Артемий Троицки и Андрей Тропило. В него е наблегнато на реге звученето. В следващия албум „Треугольник“ групата залага на традиционния рок. Текстовете се отнасят към абсурдизма. Аквариум се присъединяват към Ленинградския рок клуб, където свирят най-добрите групи от града. От 1982 г. групата започва концертната си деятелност и изнася много концерти в Москва и Ленинград. Участват и в конкурсите на Ленинградския рок клуб. През 1983 г. излиза албумът „Радио Африка“, съдържащ хита „Рок-н-ролл мёртв“. Въпреки че албумът не е приет добре от всички фенове на групата, популярността на „Аквариум“ расте.
През 1984 г. издават 2 албума – „Ихтиология“, съдържащ концертни записи, и „День серебра“. Вторият е смятан за един от най-добрите албуми на групата. Концепцията му е създавана в продължение на 8 месеца. През 1986 г. излиза и продължението на този албум – „Дети Декабря“. В записите му взимат участие общо 12 души, без да се брои продуцента Андрей Тропило. Освен това, „Аквариум“ издават и десетия си албум, „Десять стрел“, който е концертен и съдържа само един студиен запис. Албумът е в памет на Александър Кусул, починал малко преди издаването на албума. Межувременно в САЩ е издаден сборникът „Red Wave“, съдържащ песни на „Аквариум“, „Кино“, „Алиса“ и „Странные игры“. Групата успява да излезе от съветския ъндърграунд и през 1987 г. „Мелодия“ издава техен албум. Групата започва да бъде канена в ТВ предавания, а списание „Юность“ ги определя за група на годината.
На 3 юни 1988 г. „Аквариум“ изнасят първия си концерт в чужбина. Това става в Монреал. Гребещинков остава да работи в САЩ и издава самостоятелният албум „Radio Silence“. Албумът попада в класацията „Bilbord 200“ на 198 място. Междувременно групата записва „Феодалисм“, но той е издаден чак през 2007 г. „Аквариум“ започва да се разпада, тъй като част от музикантите основават собствени групи. На 14 март 1991 г. „Аквариум“ свирят на 10-годишния юбилей на Ленинградския рок клуб, след което обявяват, че това е последният им концерт.
Гребещинков продължава да свири с новата си формация „БГ-Бэнд“, преди да възстанови Аквариум през септември 1992 г. Първият албум от втория период на групата е „Любимые песни Рамзеса IV“. През 1994 г. е издаден „Пески Петербурга“, съдържащ стари песни от 80-те, които не са попаднали в нито един от предишните албуми. Във Франция е издадена компилация с най-доброто от Гребенщиков и Аквариум в периода 1991 – 1994. През 1994 г. групата записва албума „Навигатор“ в Лондон. Отделно излиза още един концертен албум, както и „Снежний лев“, който също е записан в британската столица. През 1997 г. групата издава „Гиперборея“, в който са включени стари песни от 70-те и 80-те, но презаписани с по-тежка мелодия. Освен това са използвани повече инструменти като клавесин, контрабас и дръмбой. Групата изнася юбилейни концерти по случай 25-годишнината си в Москва и Санкт Петербург, след което отново прекратява дейността си.
Третият период в историята на „Аквариум“ започва през 1999 г., когато издават двадесетия си албум „Ψ“ („Пси“). Албумът е смесица от весели и по-мрачни песни. За първи път от много години има и реге песен: „Стоп машина“. На следващата година е издаден албумът „Пятиугольный грех“, в чийто записи участват много гост-музиканти. Това е и първият албум на групата с барабаниста Алберт Потапкин. През 2002 Аквариум издават първия си изцяло нов албум от 3 години насам. Това е „Сестра Хаос“. Песните в него не приличат на това, което „Аквариум“ са записвали преди. Освен това е издадена и антология на групата в 2 части. През 2003 към групата се присъединят трима духови музиканти: Фьодор Кувайцев (кларинет), Александър Беренсон (тромпет) и Игор Тимофеев (саксофон и флейта). Така стилът на „Аквариум“ става още по-разнообразен.
През 2005 г. звукозаписната компания „Союз“ издава компилации с реге песните на „Аквариум“, както и с любовните им песни. През 2006 г. групата издава поредния си албум „Беспечный русский бродяга“. През 2007 и 2008 г. групата изнася концерти в Алберт Хол в Лондон. Гребенщиков стартира и проекта „Аквариум International“, в който освен членовете на бандата, взимат участие музиканти от цял свят. В края на 2009 г. групата записва още един албум със стари песни, озаглавен „Пушкинская, 10“.
През 2012 г. „Аквариум“ тръгва на турне по случай 40-годишния си юбилей. Сайтът Lenta.ru публикува много материали за „Аквариум“, както и интервюта с бивши и настоящи членове. На 25 декември 2012 групата издава компилацията „Тайная история пчеловодства“.

## Дискография

### Албуми
- Синий альбом – 1981
- Треугольник – 1981
- Электричество. История Аквариума – Том 2 – 1981
- Акустика. История Аквариума – Том 1 – 1982
- Табу – 1982
- Записки о флоре и фауне – 1982 (издаден през 2010)
- Радио Африка – 1983
- Сроки и цены – 1983 (издаден през 2012)
- Ихтиология – 1984
- День Серебра – 1984
- Дети Декабря – 1985
- Десять стрел – 1986
- Равноденствие – 1987
- Наша Жизнь с Точки Зрения Деревьев – 1987 (издаден през 2011)
- Феодализм – 1989 (издаден през 2007)
- Русский альбом – 1991
- Любимые песни Рамзеса IV – 1993
- Пески петербурга – 1994
- Кострома mon amour – 1994
- Навигатор – 1995
- Снежный лев – 1996
- Гиперборея – 1997
- Ψ – 1999
- Сестра Хаос – 2002
- Песни рыбака – 2003
- ZOOM ZOOM ZOOM – 2005
- Беспечный русский бродяга – 2006
- Лошадь белая – 2008
- Пушкинская, 10 – 2009
- Архангельск – 2011
- Воздухоплавание в компании сфинксов – 2012
- Аквариум + – 2013
- Песни Нелюбимых (EP) – 2016

### Неофициални албуми
- Искушение Святого Аквариума – 1973
- Менуэт земледельцу – 1973
- Притчи графа Диффузора – 1975
- С той стороны зеркального стекла – 1976
- Все братья – сёстры – 1978